# Lijst van Portugese koloniën

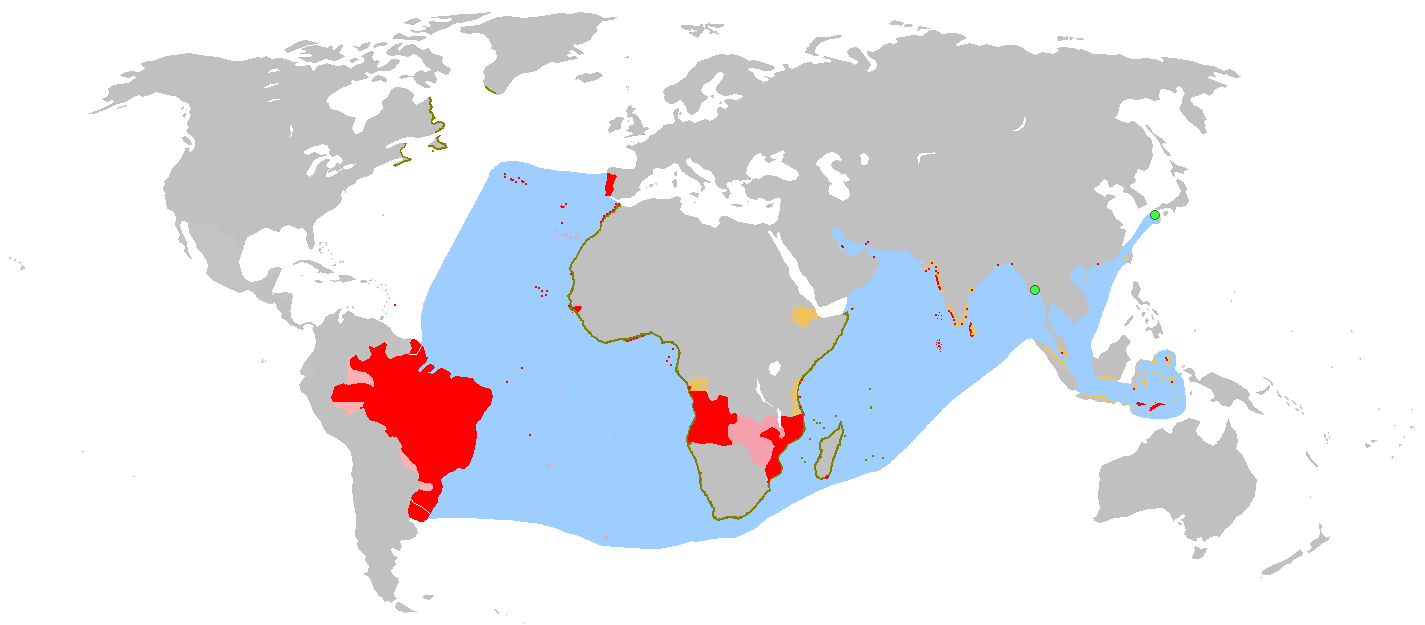
Kaart met de gebieden die Portugees waren (1410-1999).

Dit is een lijst van Portugese koloniën.
Portugal was samen met Spanje een van de vroege kolonisators en droeg in belangrijke mate bij aan de Europese praktijk van kolonisatie. Met het Verdrag van Tordesillas richtte Portugal zich op Brazilië, Afrika en Azië, terwijl Spanje zich bezighield met de overige delen van Zuid-Amerika en de Filipijnen.

## Amerika
- Brazilië

## Afrika

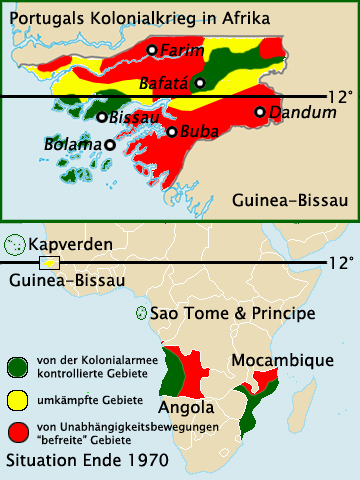
Situatie in de koloniale oorlog tussen Portugal en de Afrikaanse onafhankelijkheidsbewegingen van het einde van 1970

- Azoren (nog steeds Portugees bezit)
- Arguin (in Mauritanië)
- Angola en Cabinda
- Annobon en Bioko
- Ceuta (nu Spaans)
- Goudkust (vele forten aan de kust, vaak door de Nederlanders overgenomen).(Nu Ghana)
- Guinee-Bissau
- Kaapverdië
- Madeira (nog steeds Portugees bezit)
- Mombassa
- Gebieden in Marokko:
  - Aguz/Souira Guedima (1506-1525)
  - Alcacer Ceguer/El Qsar es Seghir (1458-1550)
  - Arzila/Asilah (1471-1550; 1577-1589).
  - Azamor/Azemmour (1513-1541)
  - Mazagan/El Jadida (1485-1550)
  - Safim/Safi (1488-1541)
  - Santa Cruz do Cabo de Gué/Agadir (1505-1541)
  - Tanger
- Mozambique
- São João Baptista de Ajudá (een kustgebiedje in Benin)
- Sao Tomé en Principe
- Zanzibar

## Azië
- Ceylon (nu Sri Lanka)
- Hormuz
- Macau (1557-20 december 1999)[1]
- Malakka
- Enkele eilanden van de Molukken:
  - Ambon
  - Ternate
  - Tidore
- Muscat
- Oost-Timor (tot 1975)
- Enkele gebieden in India:
  - Goa (1510-18 december 1961) (belangrijkste Portugese territorium in India, vaak werden alle bezittingen op het subcontinent gezamenlijk met deze naam aangeduid)
  - Damão/Daman (1559-18 december 1961)
  - Diu (1535-18 december 1961)
  - Dadra (1779-1954)
  - Nagar Haveli (1779-1954)
  - Baçaim/Bassein (1535-1739)
  - Cannanore (1502-1663)
  - Cochin, nu Kochi (1500–1663)
  - Cranganore (1536-1662)
  - Quilon, nu Kollam (1502-1661)
  - São Tomé de Meliapore, tegenwoordig Mylapore, nu in het zuidelijke deel van de huidige stad Chennai (Madras) aan de oostkust van Zuid-India; rond 1522 ontstaat hier een centrum van katholieke Portugese missionarissen, en andere Portugezen)
- Socotra